# Szakmár
Szakmár is een plaats (község) en gemeente in het Hongaarse comitaat Bács-Kiskun. Szakmár telt 1396 inwoners (2002).